# Ao Redor do Precipício
Ao Redor do Precipício é um álbum de rock do músico brasileiro Frejat lançado em 4 de junho de 2020, lançado de maneira independente.

## Contexto e produção
No ano de 2017, Roberto Frejat desligou-se do Barão Vermelho, banda da qual foi fundador. Após sua saída, a banda continuou com Rodrigo Suricato nos vocais e Frejat seguiu seu caminho para a carreira solo.
Em março de 2020, Frejat divulgou o primeiro single do álbum, titulado "Plante Urgente". Em junho do mesmo ano, após 12 anos sem lançar um álbum de faixas inéditas, o músico realizou o lançamento do disco, em meio a pandemia de COVID-19.
Segundo o cantor, optou-se pelo lançamento apenas por mídia digital e serviços de streaming, abrindo mão da mídia física.

## Faixas
Compõem o álbum:
| N.º | Título                                            | Duração |  |
| 1.  | "Ao redor do precipício"                          | 1:47    |  |
| 2.  | "Te amei ali"                                     | 3:48    |  |
| 3.  | "Amar um pouco mais"                              | 3:50    |  |
| 4.  | "Pergunta urgente"                                | 5:22    |  |
| 5.  | "Cartas e versos"                                 | 3:20    |  |
| 6.  | "Batidão mix"                                     | 0:41    |  |
| 7.  | "E você diz"                                      | 3:31    |  |
| 8.  | "Planetas distantes"                              | 4:05    |  |
| 9.  | "Tudo que eu consegui"                            | 3:11    |  |
| 10. | "A sua dor é minha (part. especial Alice Caymmi)" | 3:48    |  |
| 11. | "Todo mundo sofre"                                | 3:27    |  |
| 12. | "Por mais que eu saiba"                           | 4:43    |  |
| 13. | "Parada na estrada vazia"                         | 2:04    |  |

## Recepção da crítica
Mauro Ferreira, do G1, fez crítica favorável ao álbum e anotou que: "esse disco em que o cantor segue em trilho confortável, com eventuais desvios que jamais põem o artista na beira do precipício em que Roberto Frejat parece temer se jogar para arriscar salto qualitativo em obra solo que, apesar das sutis renovações deste quarto álbum, já começa a soar repetitiva."

Felipe Branco Cruz, da revista Veja, elogiou o disco e disse que: "maduro, Frejat sabe como admirar, com cautela, a vista do alto de um precipício."